# LPR Brakes Farnese Vini/2009
Samenstelling Team LPR-wielerploeg in 2009:

## Algemeen
Sponsors: LPR Brakes-Farnese Vini
Team manager: Induni Silvana
Ploegleiders: Davide Boifava, Giovanni Fidanza, Mario Manzoni
Fietsmerk: De Rosa

## Renners
| Naam                   | Geboortedatum | Nationaliteit | Ploeg 2008  | Opmerkingen          |
| ---------------------- | ------------- | ------------- | ----------- | -------------------- |
| Lorenzo Bernucci       | 15-09-1979    | Italië        | Cinelli-OPD |                      |
| Gabriele Bosisio       | 06-08-1980    | Italië        |             |                      |
| Marco Cattaneo         | 05-06-1982    | Italië        | NGC Medical |                      |
| Riccardo Chiarini      | 20-02-1984    | Italië        |             |                      |
| Claudio Cucinotta      | 22-01-1982    | Italië        |             |                      |
| Danilo Di Luca         | 02-01-1976    | Italië        |             | ontslagen op 23 juli |
| Giairo Ermiti          | 07-04-1981    | Italië        |             |                      |
| Roberto Ferrari        | 09-03-1983    | Italië        |             |                      |
| Jure Golčer            | 12-07-1977    | Slovenië      |             |                      |
| Sergio Laganà          | 04-11-1982    | Italië        |             |                      |
| Sergio Marinangeli     | 02-07-1980    | Italië        |             |                      |
| Matteo Montaguti       | 06-01-1984    | Italië        |             |                      |
| Fabio Negri            | 06-12-1982    | Italië        | stagiair    |                      |
| Alberto Ongarato       | 24-07-1975    | Italië        | Team Milram |                      |
| Alessandro Petacchi    | 03-01-1974    | Italië        |             |                      |
| Daniele Pietropolli    | 11-07-1980    | Italië        |             |                      |
| Cristiano Salerno      | 18-02-1985    | Italië        |             |                      |
| Alessandro Spezialetti | 14-01-1975    | Italië        |             |                      |

## Deelnames en overwinningen
Tirreno-Adriatico
2e etappe: Alessandro Petacchi
Scheldeprijs Vlaanderen
Alessandro Petacchi
Ronde van Italië
2e etappe: Alessandro Petacchi
3e etappe: Alessandro Petacchi
4e etappe: Danilo Di Luca
10e etappe: Danilo Di Luca